# Marisa Miller
Marisa Miller (ur. 6 sierpnia 1978 w Santa Cruz, USA) – amerykańska modelka, najbardziej znana z bycia aniołkiem Victoria’s Secret w latach 2007-2010, oraz wielu sesji w magazynie „Sports Illustrated”.

## Kariera

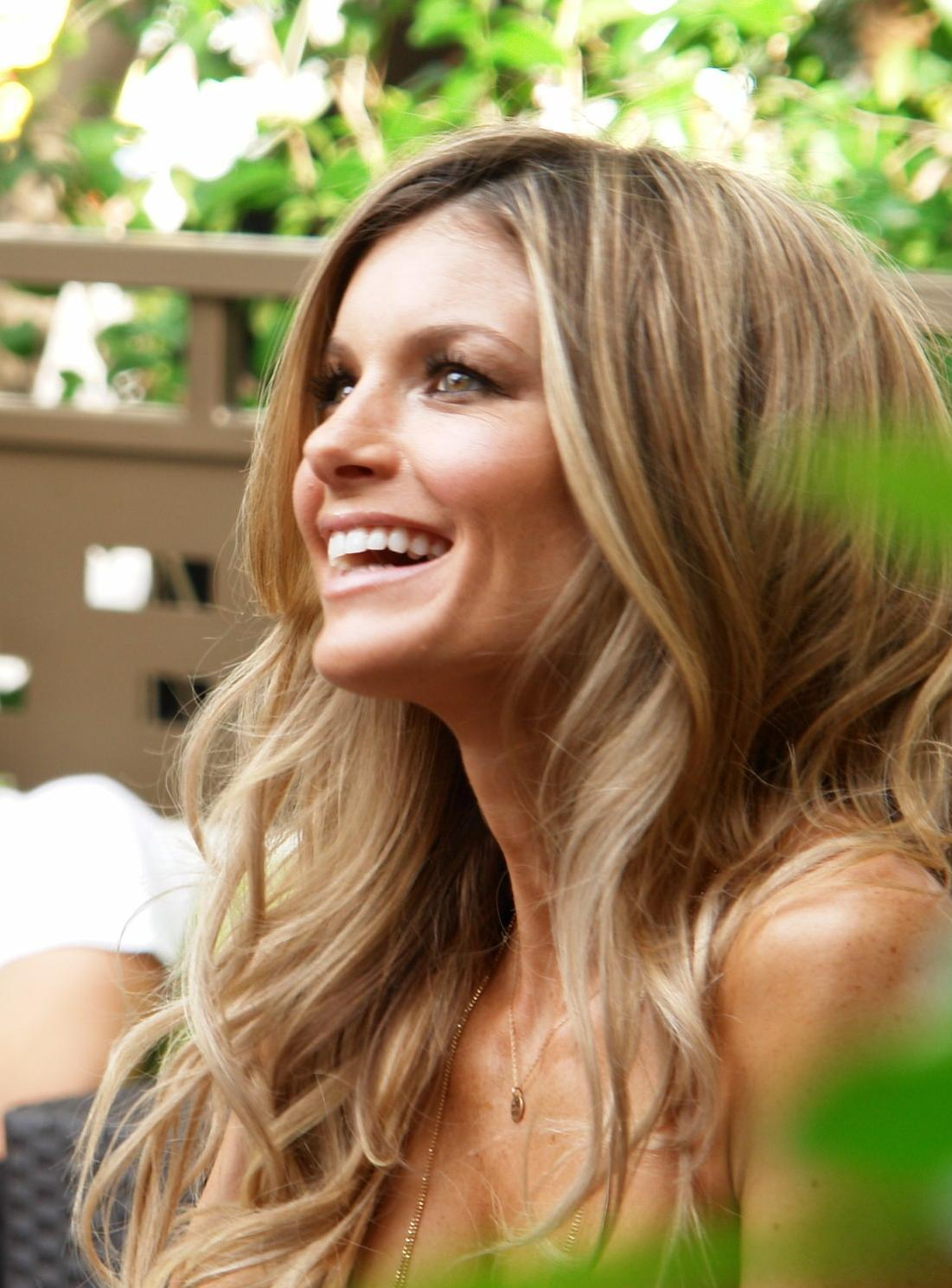
Marisa Miller w 2009 roku

Urodziła się w Santa Cruz jako córka Kristy (z domu Useldinger) i Marca Bertetta. Uczęszczała do szkoły średniej w Aptos High i Monte Vista Christian School.
W wieku 16 lat została odkryta przez dwóch włoskich agentów w kawiarni w San Francisco. W 1997 pojawiła się w „Perfect 10 magazine”.
Karierę profesjonalnej modelki rozpoczęła w 2001, gdy jej znajomy pokazał jej zdjęcie dla znanego fotografa mody, Mario Testino. Modelka została zaproszona do Manhattan Beach w Kalifornii. Tam fotograf zastał ją surfującą. Zrobił jej kilka zdjęć, oraz złożył ofertę pracy. Jej fotografie znalazły się w dwóch wydaniach „Vogue’a” w jednym czasie. W ciągu 6 miesięcy pracowała już dla Victoria’s Secret i znalazła się w „Sports Illustrated Issue”. Pojawiła się w różnego rodzaju czasopismach, m.in. „GQ”, „Maxim”, „Glamour”, „Cosmopolitan”, „Marie Claire”, „Elle” oraz „Vanity Fair”. Brała udział w reklamach Nordstrom, J.Crew, Guess?, Tommy Hilfiger, Bath & Body i wiele innych. W 2007 roku nagrała dla Victoria’s Secret pierwszą reklamę telewizyjną. 4 grudnia 2007 zadebiutowała w pokazie mody Victoria’s Secret. We wrześniu 2008 „Sports Illustrated” wydał kalendarz Best of Marissa Miller. W 2008 Victoria’s Secret umieściło ją przy trasie w pięciu miastach, reklamującą nową kolekcję Swim. W 2010 potwierdziła informację o zakończeniu współpracy z marką.
Pierwsza praca Miller w telewizji polegała na byciu jurorem w reality-show The Search for America’s Most Gorgeous Male Model in 2004. W 2009 była jurorem gościnnym w America’s Next Top Model. W tym samym roku odegrała niewielki epizod w serialu Gary Unmarried.
Wystąpiła w filmie R.I.P.D. u boku Ryana Reynoldsa i Jeffa Bridgesa.

## Życie prywatne
W 2000 wyszła za mąż za ratownika Jima Millera. W 2002 para zdecydowała się na separację, a wkrótce potem się rozwiodła. W 2006 poślubiła producenta muzycznego Griffina Guessa.
Miller pochodzi z rodziny pielęgniarskiej. Jej matka i siostry są pielęgniarkami. Marisa wyraziła gotowość kontynuowania rodzinnej tradycji, kiedy przestanie być modelką.